# Calcibeborosilite-(Y)
La calcibeborosilite-(Y) è un minerale appartenente al supergruppo della gadolinite.